# Гильом IV де Мелён
Гильом IV де Мелён (фр. Guillaume IV de Melun; около 1360 — 25 октября 1415) — граф де Танкарвиль, виконт де Мелён, барон де Варангебек, сеньор де Монтрёй-Белле, французский политический деятель.

## Биография
Сын Жана II, виконта де Мелёна, графа де Танкарвиля, и Жанны Креспен, дамы д’Етрепаньи, де Варангебек и де Нофль. Впервые упоминается в 1383 года как один из участников осады Бурбура.
По завещанию отца получил сеньорию Тре (фр. Trait). Между 1382 и 1385 годами после смерти бездетного старшего брата — Жана III, унаследовал виконтство Мелён и графство Танкарвиль.
В 1388—1392 годах один из «мармузетов» — советников короля Карла VI в период между его совершеннолетием и началом душевной болезни.
В 1393 году ездил в Англию для заключения мирного договора на период до улучшения здоровья короля. Также был посланником в Генуе, Флоренции и на Кипре.
В 1402—1410 годах великий кравчий Франции и первый президент Счётной палаты.
Погиб в битве при Азенкуре 25 октября 1415 года.
Был женат (брачный контракт заключён 4 сентября 1389, свадьба состоялась 21 января 1390) на Жанне де Партене, даме де Самблансэ, дочери Гильома VII л’Аршевека де Партене и Жанны де Матефелон. Возможно, что Жанна де Партене была его второй женой. Дочь — Маргарита де Мелён (ум. не позднее 1448), виконтесса де Мелён, графиня де Танкарвиль. С 1417 года жена Жака II д’Аркура, барона де Монгомери.
Маргарита де Мелён стала главной наследницей отца, однако часть виконтства Мелён по не выясненной причине получил двоюродный брат Гильома IV — Жан IV де Мелён, бургграф Гента.